# Sárgafoltos hamiskobra
A sárgafoltos hamiskobra (Hoplocephalus bungaroides) a mérgessiklófélék családjába tartozó kígyófaj, amely Délkelet-Ausztráliában, a Sydneyi-medencében él.

## Megjelenése
A sárgafoltos hamiskobra kis-közepes méretű kígyó, a felnőtt példányok többnyire nem nagyobbak 60 cm-nél, bár találtak már 90 cm-est is. Alapszínük fekete, amelyet keskeny gyűrűkbe rendeződő, szabálytalan, kis, sárga foltok díszítenek. Feje észrevehetően szélesebb a nyakánál, innen kapta helyi nevét is (broad-headed snake, szélesfejű kígyó). Könnyen összetéveszthető a hasonló élőhelyen megtalálható szőnyegpiton fiatal példányaival, ám a hamiskobra harapása mérgező. Marása az emberre nem veszélyes.

## Előfordulása és élőhelye
Csak Ausztrália Új-Dél-Wales államában, a Sydneyi-medencében fordul elő. Élőhelye függ a hőmérséklettől, a kígyó korától, nemétől és állapotától is. A hideg hónapokban mind a felnőtt, mind a fiatal hamiskobrák a homokkő sziklákon gyűlnek össze, amelyeket a nap gyorsan felmelegít és azok repedéseiben bújnak el. Tavasszal a hőmérséklet emelkedésével a felnőtt hímek és a nem vemhes nőstények a környező erdőkbe és bozótosokba rajzanak szét, ahol fák odvaiban keresnek búvóhelyet. A fiatal példányok és a vemhes nőstények a sziklás területeken maradnak, de az árnyékosabb, hűvösebb részeket keresik.
Élőhelyük az utóbbi időben jelentősen lecsökkent az urbanizáció terjedése és az illegális kőbányászat miatt; számuk a válogatás nélküli hüllőgyűjtés miatt is csökkenőben van. 

## Életmódjuk
A sárgafoltos hamiskobrák kis hüllőkkel és kisemlősökkel táplálkoznak. Fogságban havonta egy vagy két újszülött egérrel beérik. Egy bizonyított esetben egyéves koplalást is túléltek. A fiatal kígyók főleg bársonygekkókat (Oedura lesueuri) és kisebb szkinkeket zsákmányolnak. Az ivarérettek ezenkívül más gyíkokat, apróbb kígyókat, egereket esznek.
A hím hamiskobrák öt, a nőstények pedig hatévesen érik el az ivarérettséget. Párzási időszaka ősztől tavaszig tart. A nőstények kétévente párzanak. A legtöbb mérgessiklótól eltérően a hamiskobrák elevenszülők. A nőstények január-áprilisban hozzák világra 4-12 utódukat. Az újszülöttek elérhetik a 20 cm-es nagyságot is. Az életképes ivadékok mellett rendszeres a megtermékenyítetlen tojások és koraszülöttek világrahozatala.

## Természetvédelmi helyzete
A sárgafoltos hamiskobrák valamikor közönségesnek számítottak Sydney környékén, mára azonban számuk úgy megritkult, hogy Új-Dél-Wales államban veszélyeztetett fajjá nyilvánították. A Természetvédelmi Világszövetség Vörös listáján sebezhető státusszal szerepel.

## Fordítás
- Ez a szócikk részben vagy egészben  a   Broad-headed snake című angol Wikipédia-szócikk ezen változatának fordításán alapul.  Az eredeti cikk szerkesztőit annak laptörténete sorolja fel. Ez a jelzés csupán a megfogalmazás eredetét és a szerzői jogokat jelzi, nem szolgál a cikkben szereplő információk forrásmegjelöléseként.